# Макрелетунцы
Макрелетунцы или ауксиды (лат. Auxis) — род лучепёрых рыб семейства скумбриевых. Максимальная зарегистрированная длина 65 см. Обитают в прибрежных тропических и субтропических водах всех океанов. Питаются планктоном, головоногими и мелкими рыбами. Ценная промысловая рыба.

## Ареал
Эти пелагические и неретические рыбы встречаются в субтропических и тропических водах всех океанов, включая Средиземное и Чёрное море. Хотя личинки терпимы к достаточно широкому диапазону температур (21,6—30,5 °C), взрослые рыбы наиболее многочисленны в воде температурой 27,0—27,9 °C.

## Биология
Макрелетунцы ведут стайный образ жизни в поверхностных слоях и часто выпрыгивают из воды. Размножаются икрометанием. Сезон размножения зависит от района обитания, в некоторых местах эти рыбы нерестятся круглый год. Они мечут икру несколькими порциями, содержащими до 1 млн икринок. Питаются планктоном, кальмарами, ракообразными и мелкими рыбами. Распространён каннибализм. На макрелетунцов охотятся крупные тунцы, марлины, барракуды и акулы. Эти рыбы ввиду своей многочисленности и широкого распространения являются важным компонентом трофической цепи.

## Описание
Максимальный размер рыбы составляет 65 см. Максимальная зарегистрированная масса 1,7 кг. У макрелетунцов веретеновидное плотное тело, округлое в поперечнике. Зубы мелкие, конические. Имеется 2 спинных плавниках. В первом спинном плавнике 10—12 колючих лучей. Расстояние между спинными плавниками равно или больше длины основания первого спинного плавника. Позади второго спинного и анального плавников пролегает ряд из 6—9 мелких дополнительных плавничков. Грудные плавники короткие, достигают или не достигают воображаемой вертикальной линии, проведённой по краю лишённой чешуи области позади панциря в передней части тела. Между брюшными плавниками имеется единичный выступ, большей длины. В анальном плавнике 10—14 мягких лучей. По обе стороны хвостового стебля пролегает длинный медиальный киль и 2 небольших киля по бокам от него ближе к хвостовому плавнику. Количество позвонков 39, из которых 19 в хвостовом отделе позвоночника. Вентральная поверхность тела позади хорошо развитого панциря в передней части, образованного крупными чешуями, лишена чешуи. В части корсета, проходящей вдоль боковой линии в области второго спинного плавника, или не более 5 или более 6 рядов чешуй (обычно 10—15). Плавательный пузырь отсутствует. Спина синеватого цвета, который переходит в тёмно-фиолетовый и почти чёрный на голове. Нижняя сторона тела и брюхо белые без пятен и полос. Позади первого спинного плавника спину покрывают 15  узких тёмных, волнистых, почти вертикальных или почти горизонтальных полос. Брюшные и грудные плавники фиолетовые, внешний край чёрный.

## Классификация
К роду в настоящее время относят два вида:
- Auxis rochei (Risso, 1810) — Поперечно-полосатая макрель-фрегат, или скумбриевидный тунец, или макрелетунец
  - Подвид Auxis rochei rochei распространён в тропических и субтропических водах всех океанов
  - Подвид Auxis rochei eudorax распространён восточной части Тихого океана
- Auxis thazard (Lacepède, 1800) — Макрелевый тунец, или обыкновенная макрель-фрегат
  - Подвид Auxis thazard thazard распространён в тропических и субтропических водах всех океанов
  - Подвид Auxis thazard brachydorax распространён в восточной части Тихого океана

## Взаимодействие с человеком
Являются объектом коммерческого промысла. Обычно приводится суммарный вылов обоих видов макрелетунцов. Макрелетунцов промышляют крючковыми орудиями лова, жаберными сетями, кошельковыми неводами, дрифтерными сетями и оттер-тралами. Эти рыбы служат сырьём для производства консервов. У макрелетунцов вкусное, но быстропортящееся мясо. Эти рыбы попадаются в качестве прилова в ходе промысла желтопёрого тунца и скипджека с помощью кошельковых неводов. Международный союз охраны природы оценил охранный статус обоих видов марелетунцов как «Вызывающий наименьшие опасения».